# SHEILA
SHEILA（日语：シェイラ，1973年1月16日—），日本模特兒·女藝人·體育主播·女演員。所屬經紀公司為堀製作。古巴出身。父親為日本人（鹿兒島縣枕崎市出身），母親為古巴人。弟弟是Zyo。身高164cm。血型是O型，左撇子。